# Paraphellia expansa
Paraphellia expansa is een zeeanemonensoort uit de familie Hormathiidae. Paraphellia expansa werd voor het eerst wetenschappelijk beschreven door Haddon in 1886.

## Beschrijving
Deze zeeanemoon heeft een zeer brede basis, die zich stevig kan hechten maar eventueel vrij kan zijn. De kolom is conisch en meestal bedekt met zand, soms met cuticula. De tentakels zijn matig lang, gerangschikt in veelvouden van zes. Tot 60 mm over de basis, overspanning van tentakels tot 30 mm. De kolom is bleekgeel, schijf en tentakels bleekgeel met een patroon van donkerbruin, goud en wit.

## Verspreiding
Af en toe gevonden in het Engelse Kanaal, de Ierse Zee en rond het zuidwesten van Ierland. Leeft begraven in zand of grind met de brede basis los en fungeert als anker; soms bevestigd aan schelpen of stenen. Uitsluitend sublitoraal. Trekt zich zeer snel terug bij verstoring.